# Echeveria rodolfoi
Echeveria rodolfoi là một loài thực vật có hoa trong họ Crassulaceae. Loài này được Mart.-Aval. & Mora-Olivo mô tả khoa học đầu tiên năm 2000.